# 高橋松亭
高橋 松亭（たかはし しょうてい、明治4年1月2日（1871年2月20日） - 昭和20年（1945年）2月11日）は、明治時代から昭和時代の浮世絵師、版画家。

## 来歴

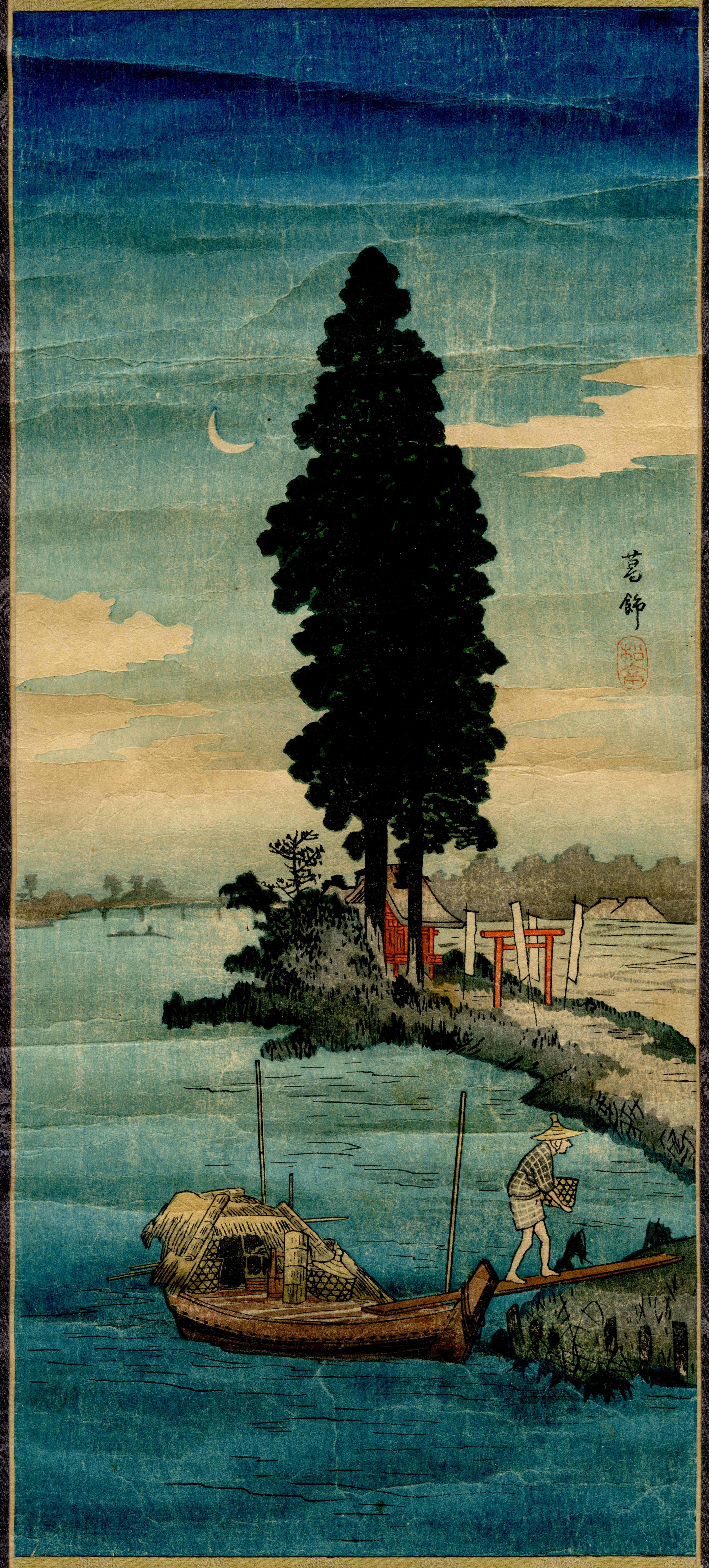
『葛飾』

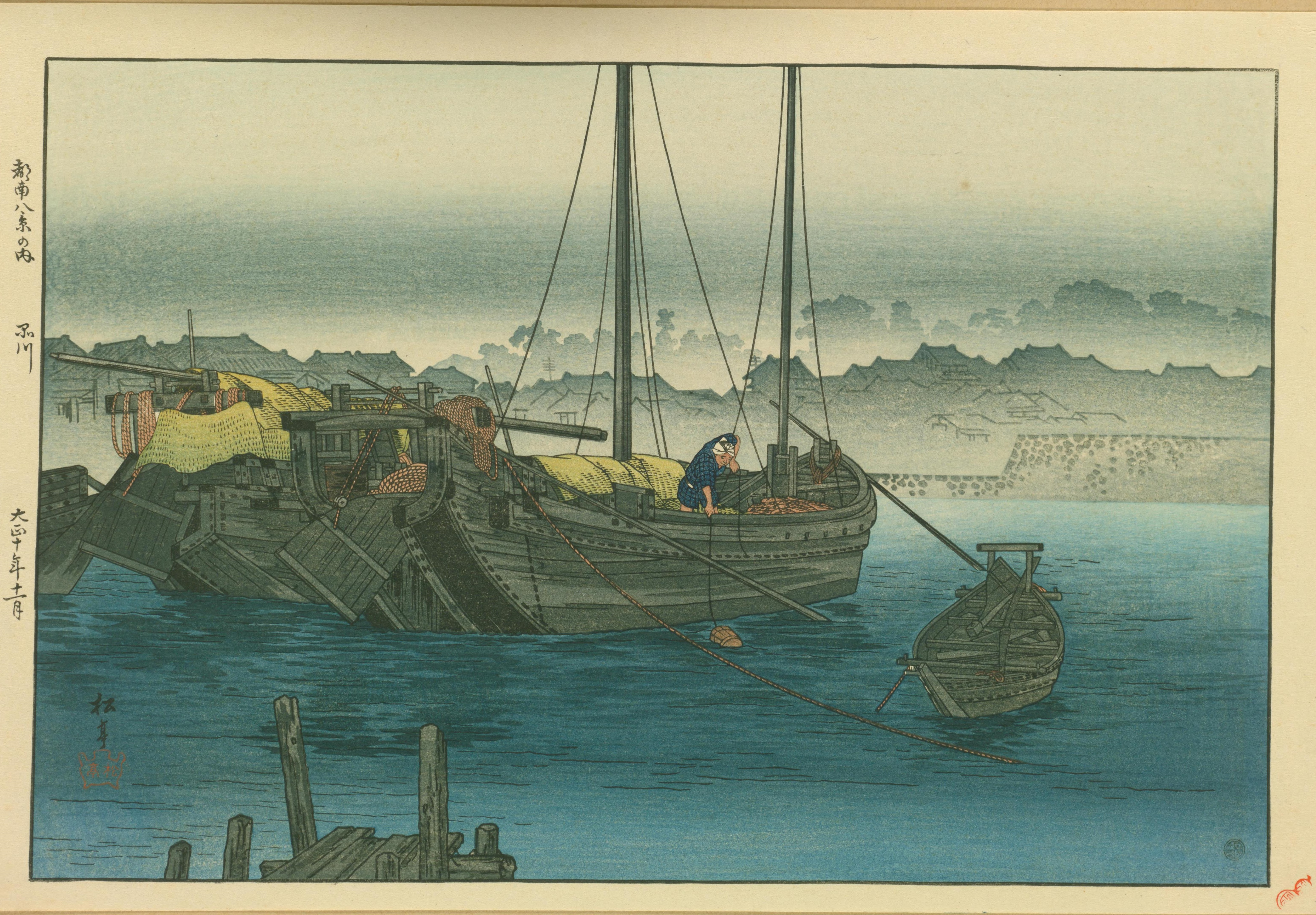
「都南八景の内」より『 品川』

松本楓湖の門人。本姓は松本、後に高橋、俗称勝太郎（かつたろう）。高橋松亭、弘明、佳恵と号す。明治4年、浅草向柳原（現・台東区浅草橋）に生まれている。父は松本正泰。松本楓湖は正泰の兄、勝太郎の伯父にあたる。9歳頃から、浅草永久町に住んでいた楓湖に師事し、絵手本を見ながら日本画を学んだ。時期は不明であるが、後に高橋家の養子となった。下谷車坂町に転居し、15、6歳頃であった明治20年（1887年）頃より宮内省外事課に勤めて、外国の勲章の写し、役人の通常服などをデザインする仕事に携わっている。同僚に福井江亭、池田琴峯、三島蕉窓、高橋玉淵などがいた。この頃の通勤は往復徒歩のため、車坂から赤坂離宮まで、その道程は3里位あり、雨天の時は高足駄で行くと鼻緒が切れ、素足で入ると門衛に咎められたことがあったといわれる。明治24年（1891年）、岡倉覚三（天心）を会頭に、寺崎広業、尾形月耕、邨田丹陵、小堀鞆音、富岡永洗らとともに日本青年絵画協会を結成する。また、岡倉創設の「互評会」にも横山大観、下村観山、菱田春草らとともに参加し、さらに、上野の伊予紋に文士、画家が会合するという二十日会にも入会していた。この会では文士が短文を作り、画家がその文章に合わせて挿絵をするという約束の会で、2、3年続いたが泥酔乱舞に終わり、結局ほとんど実行したことは無かったという。会員は作家が巖谷小波、坪谷水哉、大橋乙羽、高山樗牛、泉鏡花、尾崎紅葉ら、画家は4代鳥居清忠、邨田丹陵、島崎柳塢、寺崎広業、富岡永洗、小堀鞆音らであった。この頃、松亭は下谷車坂から浅草駒形町へ移り、尋常小学校の教科書及び新聞、雑誌等の小説の絵に揮毫すること10数年、その間に東京勧業博覧会、工芸共進会に作品を出品して一等、二等褒状等を受けている。この時期の作品に明治25年（1892年）から大倉書店より刊行された『日本歴史画報』第1号〜第13号の木版挿絵、明治28年（1895年）から明治30年（1897年）、保勲会版行の『奉公偉績画巻』の石版画、木版画がある。
松亭はさらに駒形町から神田区五軒町に移っており。明治30年代末頃、神田亀住町（現・千代田区外神田）の古錦絵商、前羽（まえば）商店で浮世絵の複製版画制作に携わり、主に古錦絵の再版の線書及び色ざしを行っていた。このことを縁に、明治39年（1906年）頃、新しい版画の制作を考えていた版元の渡辺庄三郎と知り合っている。渡辺は、前羽商店の吉田竹次郎に相談すると、快く賛成されたため、彫師の近松於菟寿、摺師の斧由太郎の協力の下、翌明治40年（1907年）、前羽商店から輸出用の短冊版の山水人物図数点を松亭の号で出版した。その時の作品が「墨田堤の夜」である。この作品が、渡辺にとっても松亭にとっても、独立した木版画としての第一作であった。それらは一週間、長野県軽井沢町の松本骨董店に並べられ、避暑に来ていた外国人に売れるかどうか反応を試した。すると、外国人から好評を得、その評判のよさに、気を良くした渡辺庄三郎は、明治42年（1909年）、尚美堂として独立開業、早速、新しい木版画を目指して松亭に作画を依頼している。渡辺は、日本画特有の墨の掠れや滲みを木版画で表現しようとしたのであり、これを「新作版画」と命名して、肉筆浮世絵の質感を出そうと考えていた。その後、大正の頃、柳町に間借りしていた渡辺版画店の要請により。日本の特徴ある山水人物など輸出用の大判木版画約10点を「新作版画」と称して試作、販売した。
松亭による初めての新版画は大正10年（1921年）から翌大正11年（1922年）に版行された「都南八景」及び「雪月花」であった。これらは伊東深水の「近江八景」や川瀬巴水の「旅みやげ」第一集、「東京十二題」に続く連作風景版画であった。また、佳恵と号して「木枯らし」、「夜の品川」、「二本松」を版行しており、絵柄は松亭の新作版画と全く同一であった。その後、大正12年（1923年）9月1日の関東大震災までに大小合わせて500点以上の版画を制作したが、版木も版画も全部焼失してしまったため、それらは震災の後、改めて入念に作画している。また、その間、大正10年には弘明と改号している。その後、昭和4年（1929年）から昭和7年（1932年）頃にかけて、美人画や犬、猫等を描いた木版画を金子孚水の孚水画房から出版した。孚水画房からの作品では、昭和4年12月25日に版行された「四季之富士」が最初と考えられ、昭和7年6月版行の「銭湯（仮題）」が最後の作品と思われる。ただし、「銭湯（仮題）」は絵の内容が公序良俗に反するとして、出版はされなかったようである。その他、時期は不明であるが、美術社から「新興版画　短冊十二ヶ月」という連作を版行した。昭和6年（1931年）には東京府下矢口町字小林326番地（現・大田区東矢口3-31）に再び転居し、昭和17年（1942年）まで矢口に在住、大田区近郊の風景画を数多く描いた。その後、東京府下荏原区神明町（現・品川区戸越辺り）に転居しており、同地において昭和20年（1945年）2月11日風邪をこじらせて、併発した肺炎により逝去。享年76。墓所は台東区鳥越の寿松院。

## 作品

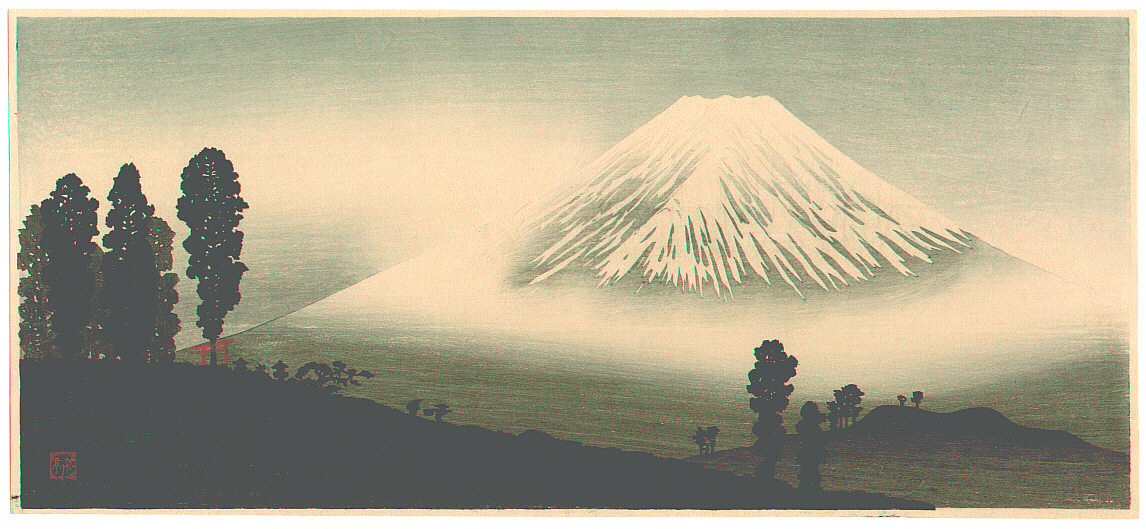
「富士山」
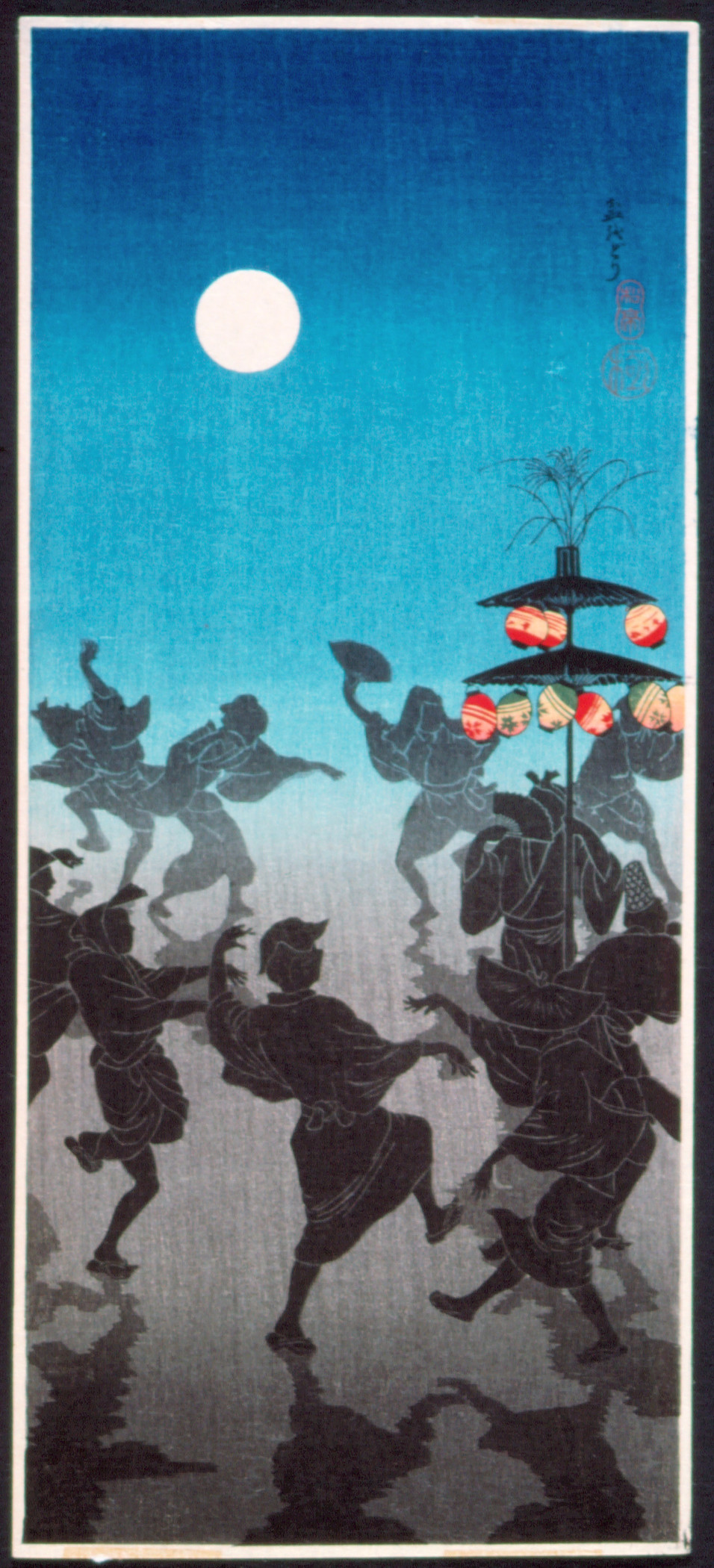
「盆踊り」
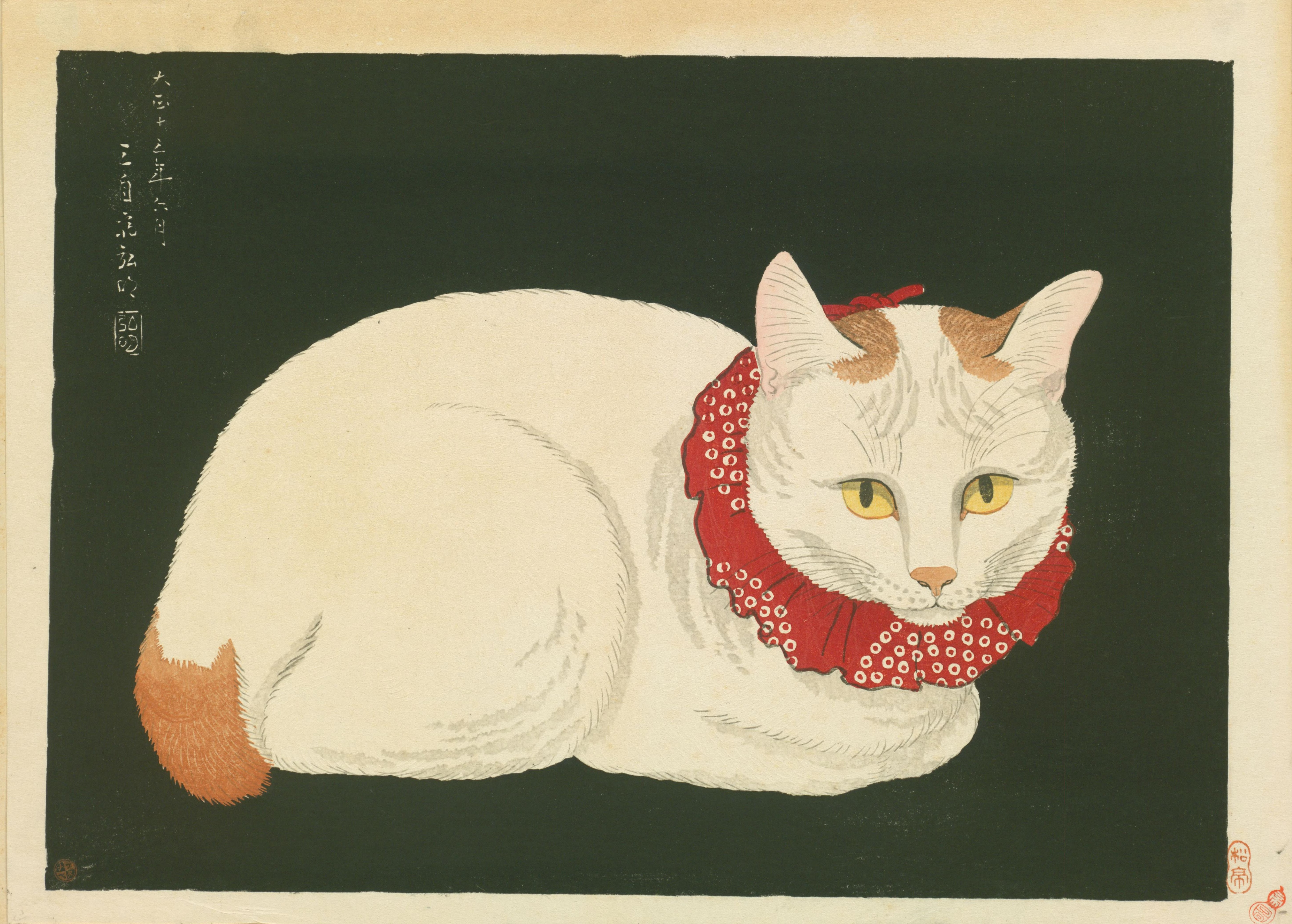
「白猫」
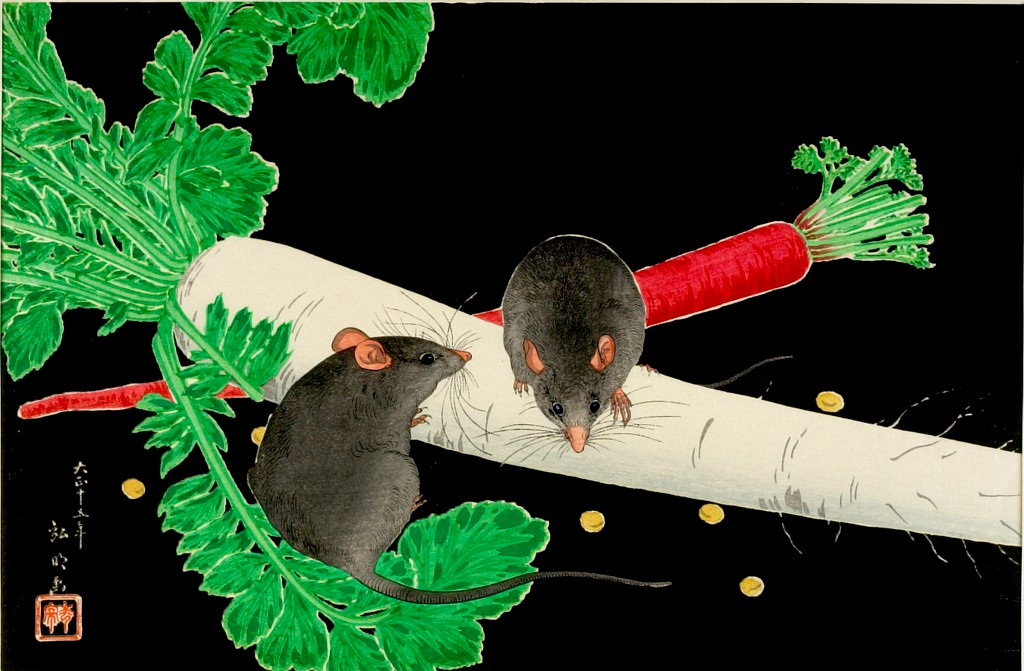
「大根と鼠」
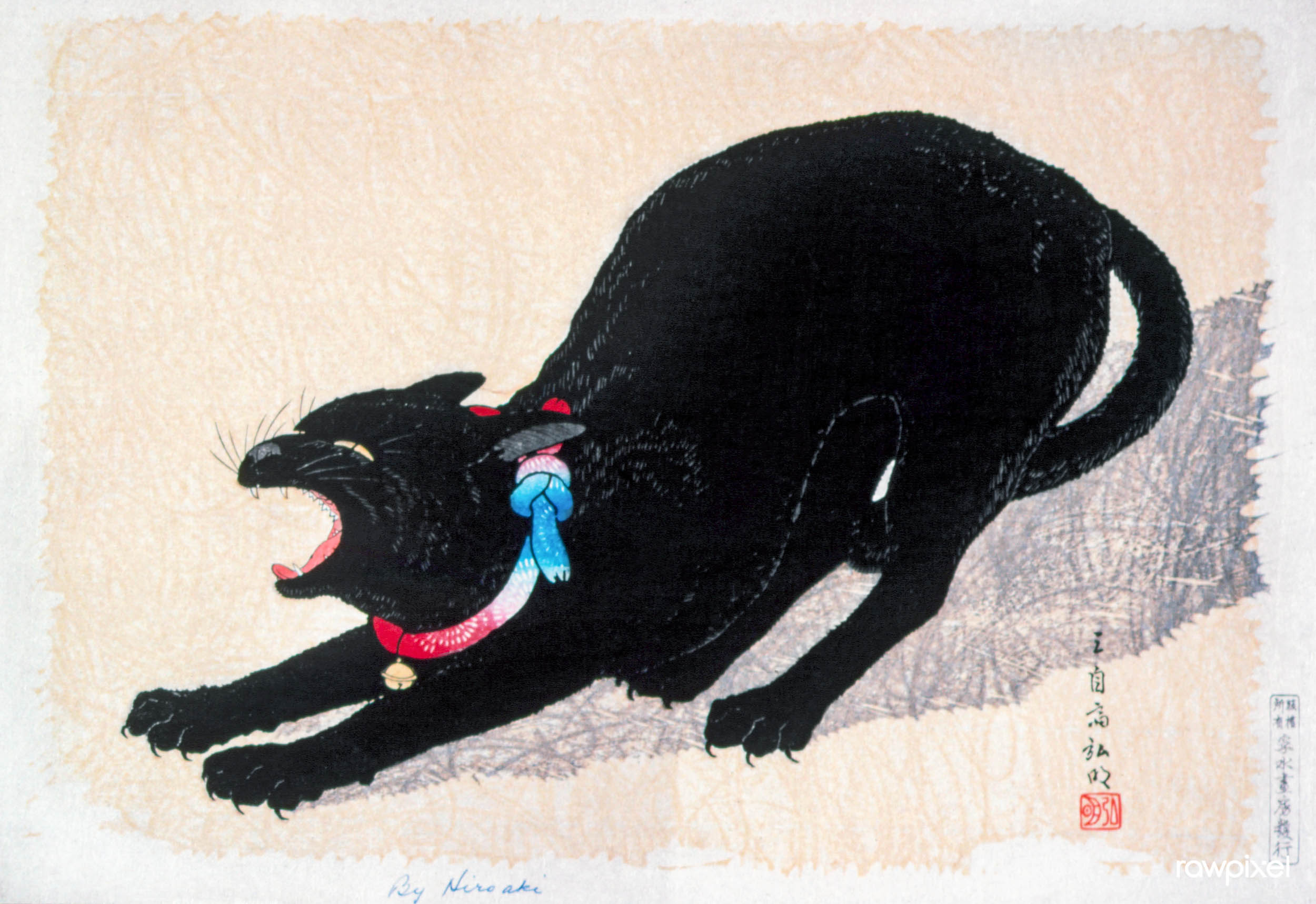
「威嚇する黒猫」

- 「伊豆稲取」　木版画　大正15年　東京国立近代美術館所蔵
- 「狆」　木版画　大正15年　東京国立近代美術館所蔵
- 「富士川」　木版画　東京国立近代美術館所蔵
- 「箱根」　木版画　東京国立近代美術館所蔵
- 「宇久津」　木版画　東京国立近代美術館所蔵
- 「椿と三匹の犬」　木版画　東京国立近代美術館所蔵　以上、弘明の落款
- 「矢口」　木版画　松亭の印（落款なし）
- 「千束の池」　木版画　渡邊版画店　松亭の印（落款なし）明治42年（1909年）〜大正12年（1923年）
- 「馬込の朝霧」　木版画　渡邊版画店　松亭の印（落款なし）明治42年（1909年）〜大正12年（1923年）

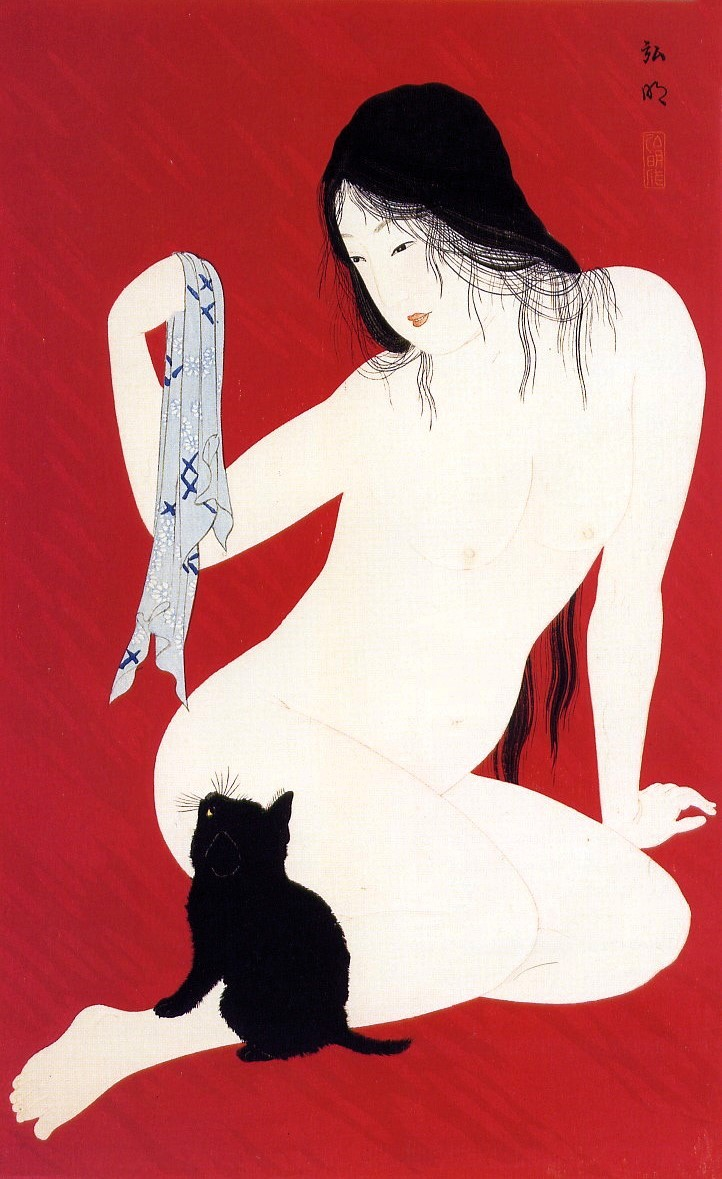
「裸婦と猫」

- 「裸婦と猫」　木版画　孚水画房　千葉市美術館所蔵　昭和4年（1929年）〜昭和7年（1932年）
- 「薩陀峠トンネル」　木版画　孚水画房　昭和4年（1929年）〜昭和7年（1932年）　弘明の落款
- 「日光名所　中禅寺湖畔」　木版画　孚水画房　昭和4年（1929年）〜昭和7年（1932年）　弘明の落款
- 「日光名所　含満が淵」　木版画　孚水画房　昭和4年（1929年）〜昭和7年（1932年）
- 「都南八景之内　池上」　木版画　渡邊版画店 大正11年　大田区立郷土博物館所蔵
- 「日本八景　華厳瀧」　木版画　鉄道省　昭和2年頃

## 文献
- 清水久男「高橋松亭（弘明）」 国際浮世絵学会編 『浮世絵芸術』 第149号、国際浮世絵学会、2005年 浮世絵データベースで閲覧
- 大田区立郷土博物館制作・発行 特別展『高橋松亭（弘明）版画の世界』図録、2005年
- 清水久男編 『こころにしみるなつかしい日本の風景　近代の浮世絵師・高橋松亭の世界』 国書刊行会、2006年 ISBN 978-4-3360-4784-7
- 東京都江戸東京博物館編　『よみがえる浮世絵　うるわしき大正新版画展』　東京都江戸東京博物館　朝日新聞社、2009年